# Догаєв Володимир Іванович
Догаєв Володимир Іванович (19 жовтня 1921, Диліївка, Донецька область — 25 лютого 1945) — учасник Другої Світової війни, Герой Радянського Союзу.

## Біографія
Народився в селі Диліївка нині Костянтинівського району Донецької області в шахтарській родині. Закінчив середню школу.
У Червоній Армії з 1940 року. У 1942 році закінчив Ворошиловградську військово-авіаційну школу пілотів, брав участь у боях Другої Світової війни з листопада 1942 року. Командир ескадрильї 622-го штурмового авіаційного полку 214-ї штурмової авіаційної дивізії 15-ї повітряної армії 2-го Прибалтійського фронту, старший лейтенант.
До серпня 1944 року здійснив 105 бойових вильотів, збив 9 ворожих літаків, підірвав значну кількість бойової техніки, складів з боєприпасами і з пальним. 25 лютого 1945 під час бомбового удару в районі населеного пункту Біксті (Латвія) літак капітана Догаєва від вибуху складу боєприпасів збило вибуховою хвилею, екіпаж загинув. Похований у місті Добеле (Латвія).

## Нагороди
- 26 жовтня 1944 року Володимир Догаєв нагороджений медаллю Героя Радянського Союзу (медаль № 5271).
- орден Леніна
- два ордени Червоного Прапора
- ордени Вітчизняної війни 2-го ступеня
- орден Червоної Зірки
- медалі.